# Citát
Citát je doslovné znění z díla spisovatele, anebo doslovně zopakovaný výrok. Slouží k vysvětlení nebo potvrzení vlastního názoru.
Při citování se uvádí jak autor, tak i dílo, ve kterém se výrok objevil.

## Proč používat citát
Existuje několik důvodů proč používat citáty:
- Pro objasnění významu nebo podpory vlastního tvrzení dílem, z kterého je citováno
- K poskytnutí dalších informací přímo z citovaného díla
- Pro obohacení projevu
- Citace s uvedeným zdrojem chrání duševní vlastnictví a zabraňuje plagiátorství[1]

## Citování
Citování s sebou přináší mnoho potíží. Pokud k citátu není přiložen zdroj, většina čtenářů si myslí, že autor díla je současně i autorem citátu nebo je citát falešný. U některých lidí se předpokládá, že jsou autory citátu, ale neexistuje žádný záznam výroku, v tomto případě se u citátu uvádí, že je autorovi pouze přisuzován. Mnoho citátů je takto přisuzováno špatným autorům a stává se, že samotný citát je slavnější než jeho autor. Skvělým příkladem je Winston Churchill, kterému je přisuzováno mnoho citátů o politice.

## Citáty na internetu
Hlavně rozvoj internetu dal vzniknout mnoha osobních sbírek citátů, ale většina z nich neověřuje jejich přesnost. Obzvlášť oblíbené citování propuklo s rozvojem sociálních sítí, kdy některé skupiny lidí připojují citát ke svým fotografiím či jako status. Dne 27. června 2003 byl založen sesterský projekt Wikipedie s názvem Wikicitáty (angl. název Wikiquote), který má za cíl vytvořit online databázi citátů. Česká verze Wikicitátů vznikla 21. srpna 2004 a v roce 2022 měla přes 12 000 stránek s citáty.

## Zdroje citátů
Slavné citáty se často shromažďují v knihách citátů nebo na internetových stránkách. Obdobným způsobem se vydávají kalendáře s citáty na každý den nebo měsíc. Za první pokus o seriózní členění citátů lze považovat Oxfordský slovník citací (The Oxford Dictionary of Quotations), který byl poprvé vydán roku 1941 a obsahoval 1100 stránek krátkých citací v angličtině s uvedením zdroje; novější vydání je k dispozici online.